# Wojłok (łąkarstwo)
Wojłok – martwa materia organiczna gromadząca się na murawach i łąkach utrudniająca kiełkowanie i wzrost roślin. Jej akumulacja jest wynikiem braku roślinożerców (wypasu) lub koszenia takich siedlisk. Obecność i grubość wojłoku jest jednym z rejestrowanych wskaźników oceny stanu chronionych siedlisk przyrodniczych w sieci Natura 2000.